# Proves d'Accés a Grau Superior
Les Proves d'Accés a Grau Superior (en endavant PAGS) són uns exàmens oficials que es realitzen un cop a l'any i que han de fer totes aquelles persones que vulguin estudiar un cicle formatiu de Grau Superior de Formació Professional, que no provinguin del Batxillerat.

## Continguts
Consten de dues parts:
- La part comuna, que conté les matèries obligatòries de Matemàtiques, Llengua Castellana, Llengua Catalana i Llengua estrangera (francès, anglès o alemany).
- La part específica, que consta de dues matèries que depenen del cicle del grau superior que es vulgui cursar. Per exemple, per accedir al Cicle de Grau Superior de Sistemes de Telecomunicacions i Informàtica, caldria escollir dues matèries entre Física, Tecnologia Industrial i Dibuix Tècnic.

## Qui pot accedir
Poden presentar-se a les proves:
- Les persones que ja tinguin un cicle de formació professional de Grau Mitjà.
- Les persones que tinguin l'any de realització de la prova 19 anys, amb independència de si han fet o no un cicle de grau mitjà prèviament.

## Avaluació
Es calculen per separat les notes de les dues parts de què consta la prova, fent les mitjanes aritmètiques de les matèries de cada una d'elles. La nota final, serà la mitjana de les dues parts:
Part comuna = (Nota Matemàtiques + Nota Castellà + Nota Català + Nota Llengua estrangera) / 4
Part específica = (Nota Matèria 1 + Nota Matèria 2) / 2
Nota final = (Part comuna + Part específica) / 2